# Dryophytes walkeri
A Dryophytes walkeri  a kétéltűek (Amphibia) osztályának békák (Anura) rendjébe, a levelibéka-félék (Hylidae) családjába, azon belül a Hylinae alcsaládba tartozó faj.

## Előfordulása
A faj Guatemalában és  Mexikóban honos. Természetes élőhelye a trópusi vagy szubtrópusi nedves hegyvidéki erdők, trópusi vagy szubtrópusi időszakosan elárasztott síkvidéki rétek, édesvízi mocsarak. A fajra élőhelyének elvesztése jelent fenyegetést.